# تلمادغ
تلمادغ (أوهايو) (بالإنجليزية: Tallmadge, Ohio)‏ هي مدينة تقع في الولايات المتحدة في أوهايو. يقدر عدد سكانها بـ 17,537 نسمة ومساحتها 36.31 كم2 وترتفع عن سطح البحر 340 متر.

## التركيبة السكانية
قام مكتب تعداد الولايات المتحدة بتحديد بيانات التركيبة السكانية لتلمادغفي تعداد الولايات المتحدة. في ما يلي، التركيبة السكانية حسب تعدادي 2000 و2010.

### تعداد عام 2000
بلغ عدد سكان تلمادغ 16,390 نسمة بحسب تعداد عام 2000، وبلغ عدد الأسر 6,273 أسرة وعدد العائلات 4,711 عائلة مقيمة في المدينة. في حين سجلت الكثافة السكانية 1,173.9 نسمة لكل ميل مربع (453.2/كم2). وبلغ عدد الوحدات السكنية 6,494 وحدة بمتوسط كثافة قدره 465.1 نسمة لكل ميل مربع (179.6/كم2).
وتوزع التركيب العرقي للمدينة بنسبة 95.78% من البيض و 0.12% من الأمريكيين الأصليين و 0.87% من الأمريكيين ذوي الأصول الآسيوية و 0.03% من سكان جزر المحيط الهادئ و 2.08% من الأمريكيين الأفارقة و 1.05% من عرقين مختلطين أو أكثر.
```
وبلغت نسبة 
الأزواج
 القاطنين مع بعضهم البعض 63.0% من أصل المجموع الكلي للأسر، ونسبة 8.9% من الأسر كان لديها معيلات من الإناث دون وجود شريك، وكانت نسبة 24.9% من غير العائلات. تألفت نسبة 21.3% من أصل جميع الأسر من أفراد ونسبة 10.4% كانوا يعيش معهم شخص وحيد يبلغ من العمر 65 عاماً فما فوق. وبلغ متوسط حجم الأسرة المعيشية 2.99، أما متوسط حجم العائلات فبلغ 2.56.
```

بلغ العمر الوسطي للسكان 41 عاماً. وكانت نسبة 24.0% من القاطنين تحت سن الثامنة عشر، وكانت نسبة 6.6% بين الثامنة عشر والأربعة وعشرون عاماً، ونسبة 26.0% كانت واقعةً في الفئة العمرية ما بين الخامسة والعشرون حتى والأربعة وأربعون عاماً، ونسبة 25.4% كانت ما بين الخامسة والأربعون حتى الرابعة والستون، ونسبة 18.0% كانت ضمن فئة الخامسة والستون عاماً فما فوق. يوجد لكل 100 أنثى 93.1 ذكر، ويوجد لكل 100 أنثى في الثامنة عشر من عمرها فما فوق 88.2 ذكر.
بلغ متوسط دخل الأسرة في المدينة 49,381 دولار، أما متوسط دخل العائلة فبلغ 56,780 دولار. وكان متوسط دخل الذكور 44,606 دولار مقابل 28,056 دولار للإناث. وسجل دخل الفرد الخاص بالمدينة 27,329 دولار. وكانت نسبة 4.0% من العائلات ونسبة 4.7% من السكان تحت خط الفقر، وكان من هؤلاء نسبة 5.9% تحت سن الثامنة عشر ونسبة 3.4% في الخامسة والستين من العمر وما فوق.

## معرض صور

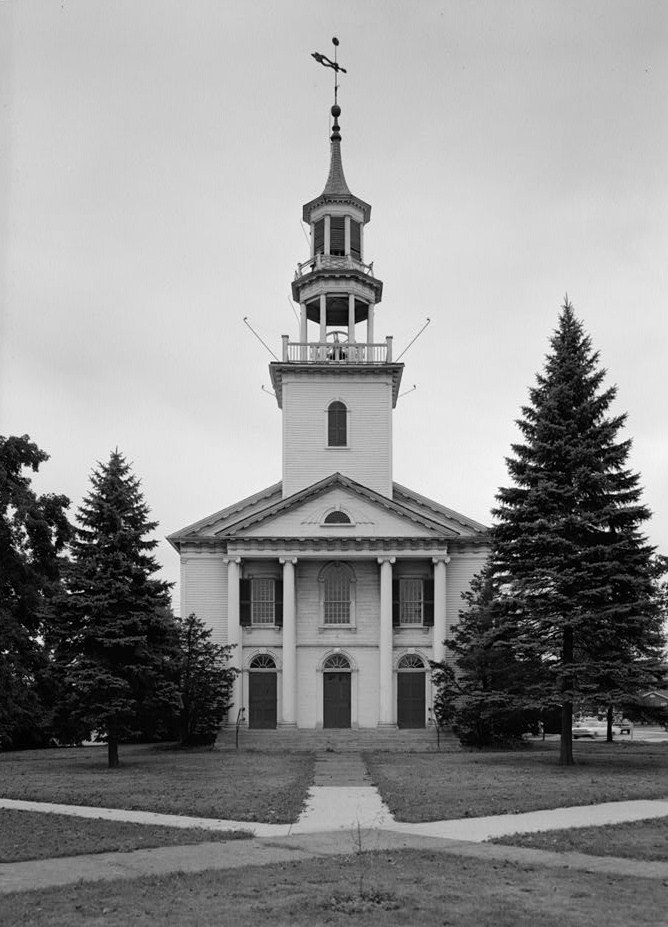
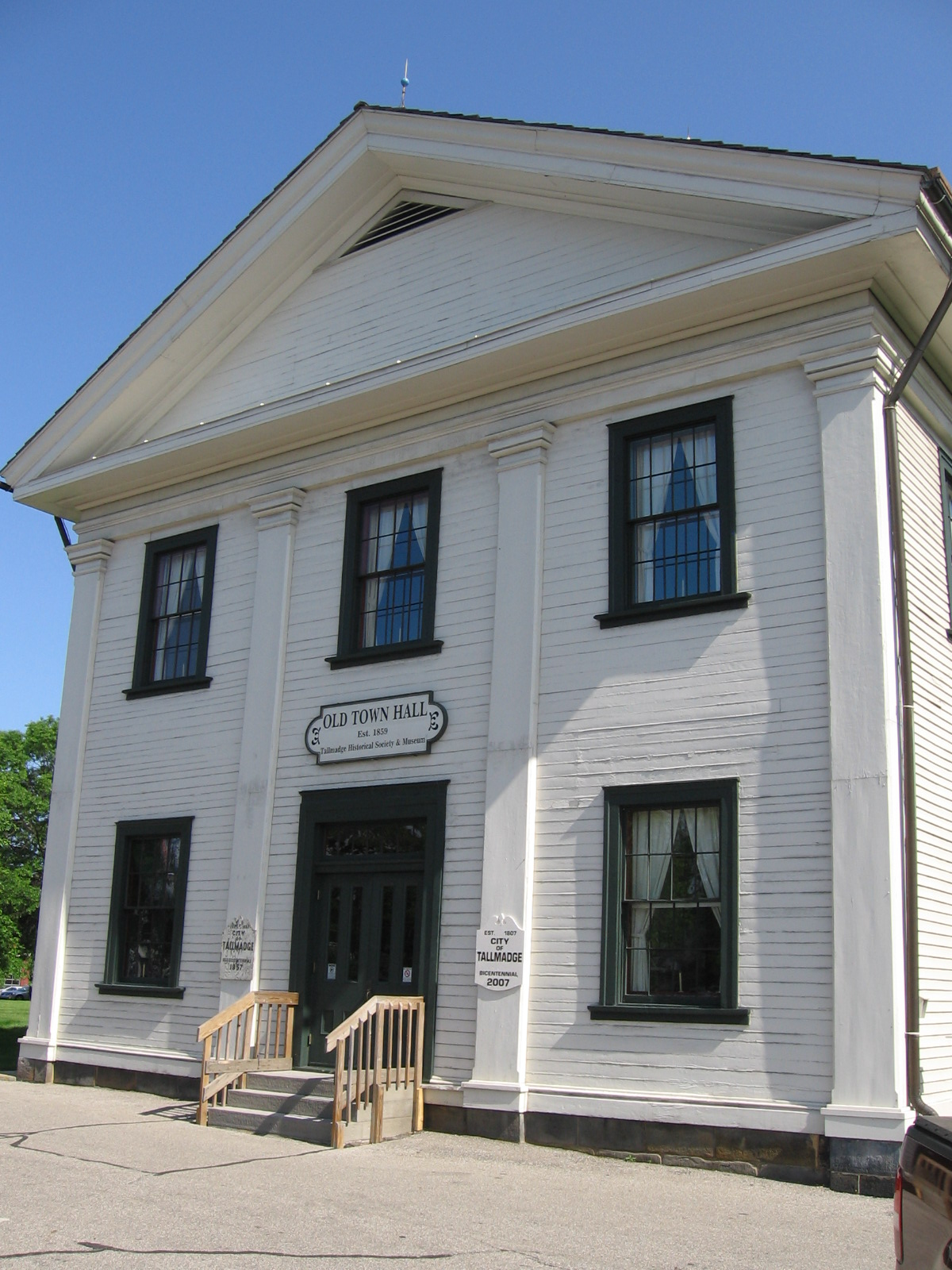
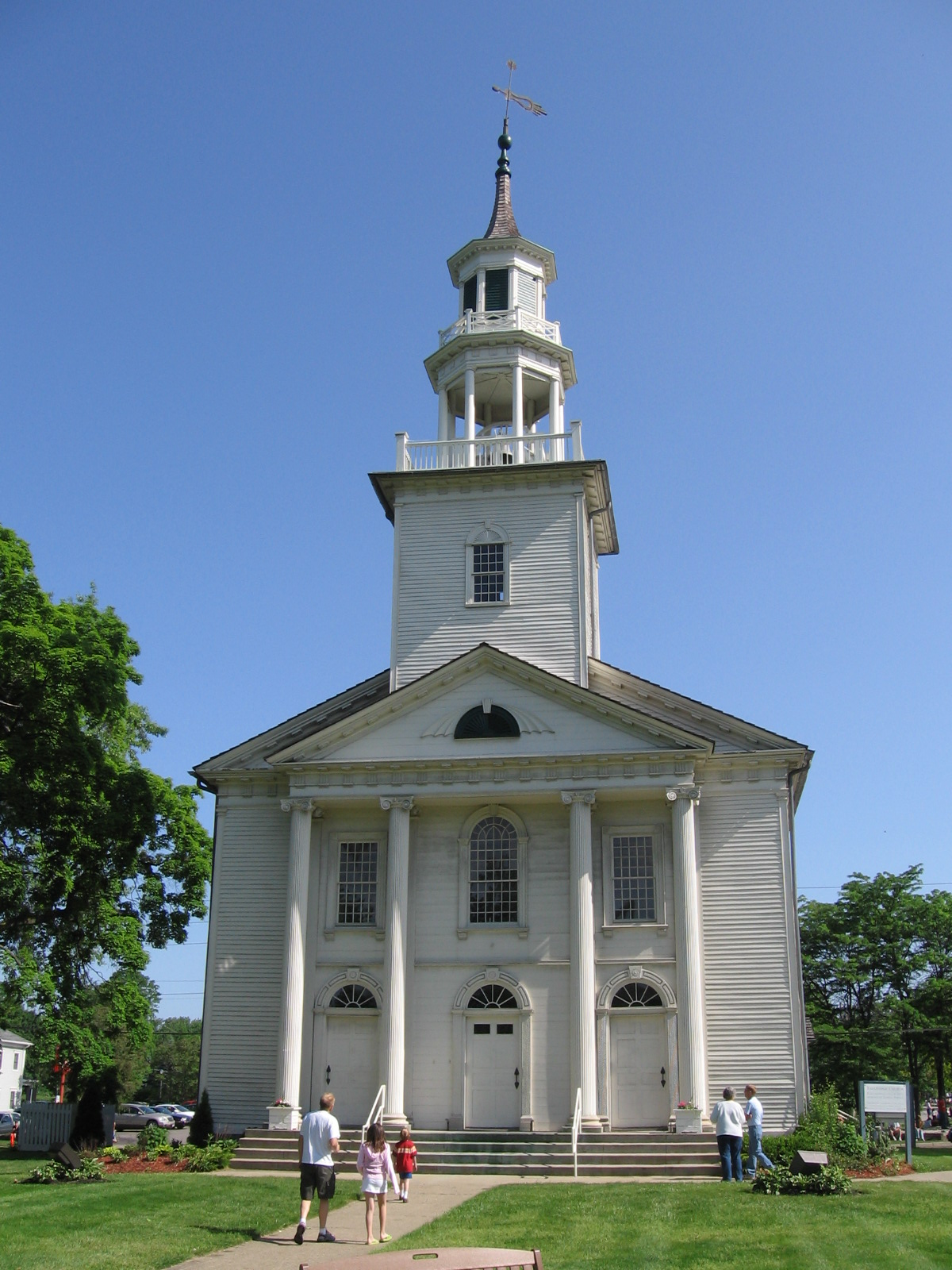
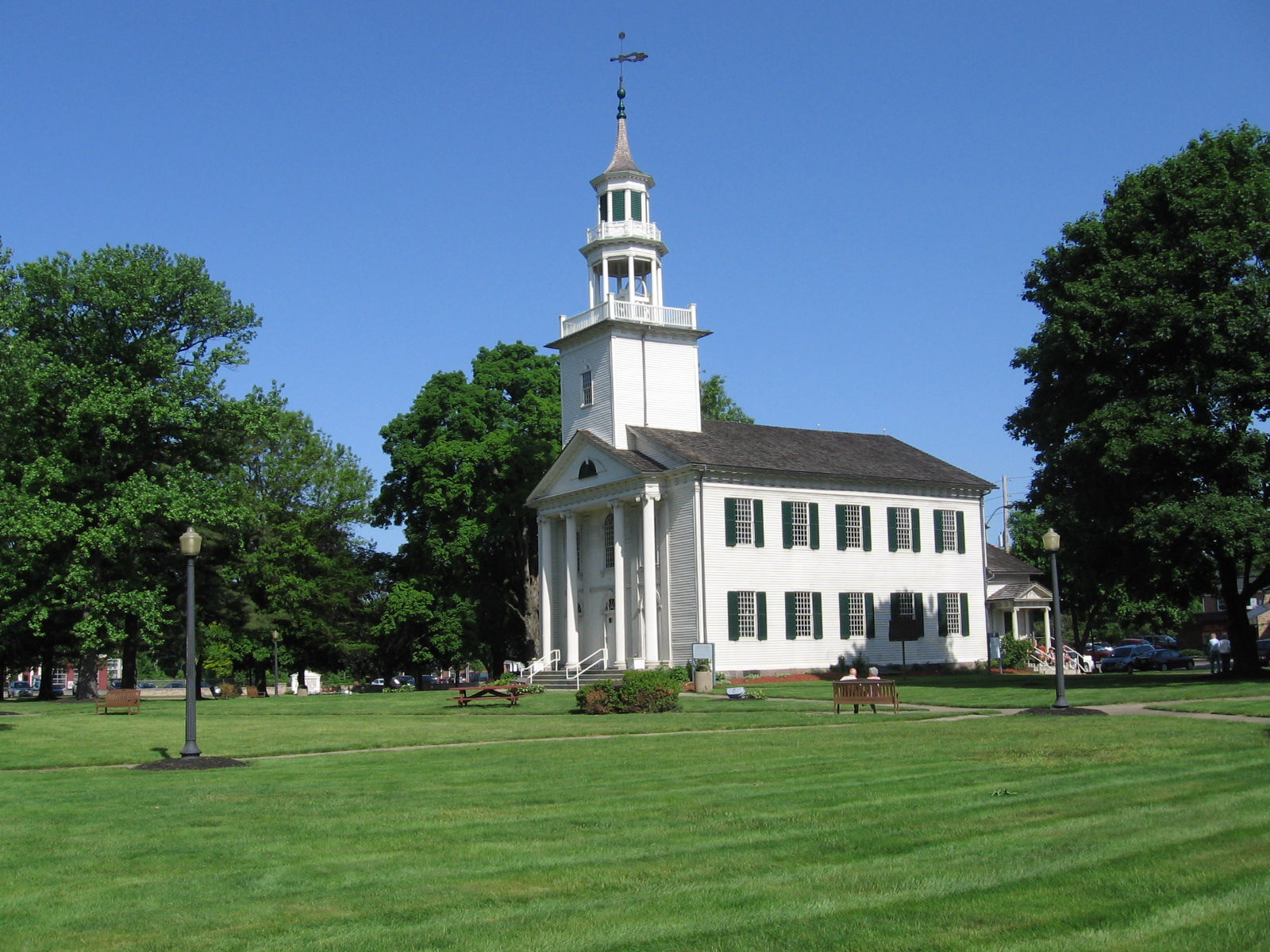

### تعداد عام 2010
بلغ عدد سكان تلمادغ 17,537 نسمة بحسب تعداد عام 2010، وبلغ عدد الأسر 7,026 أسرة وعدد العائلات 4,932 عائلة مقيمة في المدينة. في حين سجلت الكثافة السكانية 1,252.6 نسمة لكل ميل مربع (483.6/كم2). وبلغ عدد الوحدات السكنية 7,413 وحدة بمتوسط كثافة قدره 529.5 لكل ميل مربع (204.4/كم2).
وتوزع التركيب العرقي للمدينة بنسبة 93.6% من البيض و 0.3% من الأمريكيين الأصليين و 1.0% من الأمريكيين ذوي الأصول الآسيوية و 0.1% من سكان جزر المحيط الهادئ و 3.3% من الأمريكيين الأفارقة و 1.5% من عرقين مختلطين أو أكثر.
```
وبلغت نسبة 
الأزواج
 القاطنين مع بعضهم البعض 55.5% من أصل المجموع الكلي للأسر، ونسبة 10.7% من الأسر كان لديها معيلات من الإناث دون وجود شريك، بينما كانت نسبة 4.0% من الأسر لديها معيلون من الذكور دون وجود شريكة وكانت نسبة 29.8% من غير العائلات. تألفت نسبة 25.5% من أصل جميع الأسر من أفراد ونسبة 11.7% كانوا يعيش معهم شخص وحيد يبلغ من العمر 65 عاماً فما فوق. وبلغ متوسط حجم الأسرة المعيشية 2.94، أما متوسط حجم العائلات فبلغ 2.45.
```

بلغ العمر الوسطي للسكان 45.1 عاماً. وكانت نسبة 21.6% من القاطنين تحت سن الثامنة عشر، وكانت نسبة 7.4% بين الثامنة عشر والأربعة وعشرون عاماً، ونسبة 20.7% كانت واقعةً في الفئة العمرية ما بين الخامسة والعشرون حتى والأربعة وأربعون عاماً، ونسبة 30.7% كانت ما بين الخامسة والأربعون حتى الرابعة والستون، ونسبة 19.5% كانت ضمن فئة الخامسة والستون عاماً فما فوق. وتوزع التركيب الجنسي للسكان بنسبة 47.8% ذكور و52.2% إناث.